# The Wrath of Osaka
The Wrath of Osaka è un cortometraggio muto del 1913 diretto da Maurice Costello e William V. Ranous.

## Trama
Il padre di Miro non vuole che la figlia sposi il povero Osaka; preferisce, in preda ai fumi dell'alcool, offrirla in sposa a uno dei propri compagni di stravizi. La ragazza è vinta da Okyto, ricco e dissoluto, che porta via con sé la giovane, rifiutandole persino la compagnia della fedele serva Suzi.
Avvertito del matrimonio, Osaka tenta di avvicinare l'amata, ma viene respinto e picchiato da alcuni servitori dello sposo. L'uomo, allora promette al padre di Miro che, se non riuscirà a liberare la giovane, gli farà pagare il suo delitto con la vita. Intanto, al palazzo di Okyto, Miro ha un alterco con il marito che la lascia preferendole una geisha. La donna fugge in giardino dove cade, svenendo. Soccorsa da Suzi, Miro viene poi aggredita nuovamente dal marito ma, questa volta interviene in suo soccorso Osaka, che è riuscito a raggiungerla. Tra lui e Okyto scoppia una lotta feroce, vinta da Miro che lascia a terra, sanguinante, il suo avversario. Cerca di soccorrere la povera Miro, che lascia poi alle cure di Suzi, mentre lui va a cercare la sua vendetta dallo sciagurato padre della ragazza.
Nikko, un venditore ambulante, fa provare alla sofferente Miro un elisir che la riporta in vita. Quando Osaka ritorna, si riunisce finalmente all'amata. Miro, Osaka, Suzi e Nippon partiranno ora per affrontare insieme una nuova vita.

## Produzione
Il film fu prodotto dalla Vitagraph Company of America.

## Distribuzione
Distribuito dalla General Film Company, il film - un cortometraggio in una bobina - uscì nelle sale cinematografiche statunitensi l'8 maggio 1913.